# Head-end
Der Begriff Head-End kommt aus der Wiederaufarbeitung von Kernbrennstoffen und entspricht dem ersten Verfahrensschritt der Aufbereitung. Das Head-End umfasst die Verfahrensschritte von der mechanischen Zerlegung der Brennelemente bis zur chemischen Auflösung des abgebrannten Brennstoffes zur Vorbereitung der Extraktion. Es sind dies im Einzelnen die Schritte der Zerschneidung der Brennstäbe in ca. 5 cm lange Stücke. Zur Auflösung durch Salpetersäure und nach Beendigung des Lösvorganges wird die Brennstofflösung durch Filtrieren oder Zentrifugieren von Feststoffen gereinigt und zur Bilanzierung des Gehaltes an Uran und Plutonium in einem Pufferbehälter übergeführt.